# 上村康太 (実業家)
上村 康太（うえむら こうた、1986年9月3日 - ）は日本の実業家。株式会社ツクルバ社員。元シンクランチ代表取締役副社長。

## 略歴
大阪府出身。東大寺学園中学校・高等学校を経て、2009年京都大学経済学部卒業。
2009年4月Googleを経て、2011年10月、ソーシャルランチを運営するシンクランチを創業、代表取締役副社長。翌年、Donutsに企業売却。2015年2月よりグロービス・キャピタル・パートナーズ在籍。ベンチャー企業への投資活動を行う。2017年8月より株式会社ツクルバ社員。現在cowcamoプラットフォーム事業部事業管理部部長。